# Sam Giancana
Salvatore Giancana appelé Sam Giancana, né le 24 juin 1908 à Chicago et mort le 19 juin 1975 à Oak Park, est un mafioso américain d’origine sicilienne, patron de l'Outfit de Chicago de 1957 à 1966. Sam Giancana fêtait son anniversaire le 15 juin, mais l'état civil montre qu'il naquit à Chicago le 24 juin 1908.
Ses surnoms étaient, entre autres, « Momo », « Mooney », « Sam the Cigar » ou « Sammy ».

## Biographie

### Jeunes années
Sam Giancana nait Salvatore Giancana, fils d’immigré sicilien, dans le quartier de Little Italy à Chicago, qui est aussi connu comme « The Patch ». Il est arrêté plus de 70 fois dans sa vie et emprisonné seulement deux fois. Son père, Antonino (prénom populaire en Sicile) Giancana, possède un magasin de glaces, qui sera plastiqué par des gangs rivaux de ceux de son fils[réf. nécessaire].

### Carrière criminelle
Sam Giancana rejoint le Forty-Two Gang (le gang 42), un gang d’adolescents des rues qui est sous la direction de Joseph Esposito. Giancana développe une réputation d’excellent conducteur de véhicule, d'homme gagnant beaucoup d’argent et de tueur. Après le meurtre d’Esposito, auquel Giancana est mêlé, le gang 42 devient une extension de l'Outfit de Chicago. Cependant, le gang 42 fonctionne à distance de l’Outfit, car cette dernière le considère comme incontrôlable. Malgré cela, les qualités de chef de Giancana, le fait qu’il soit un excellent conducteur lors des poursuites avec la police et qu'il ait des capacités à gagner beaucoup d’argent dans la rue remonte aux oreilles des chefs de haut rang de la Cosa Nostra comme Frank Nitti, Paul Ricca et Tony Accardo. 
À la fin des années 1930, Giancana devient le premier du gang 42 à rejoindre les rangs de l’Outfit. En 1942, Giancana force le chef d’orchestre de jazz Tommy Dorsey à libérer Frank Sinatra des obligations contractuelles qui freinent sa carrière. Cette histoire est devenue célèbre grâce au livre puis, plus tard, au film Le Parrain. Sam Giancana est aussi cité pour son implication dans le meurtre de Theodore Roe en 1952.

### Montée en puissance
En 1945, après avoir été incarcéré au Federal Correctional Complex à Terre Haute dans l’Indiana (durant cette période, il explique à ses enfants qu’il est à l’université), Sam Giancana devient une personne crédible aux yeux du chef de l’Outfit, Tony Accardo, qui le prend à l’essai dans la loterie clandestine dans le quartier afro-américain. Theodore Roe, alors responsable de la loterie clandestine, refuse d’abandonner ses parts aux Italiens. Il est abattu par un membre de l’équipe de Giancana, Lennard « Fat Lennie » Califano. Mais le contrôle total de la loterie ne se fait que lorsque Jackie « the Lackey » Cerone fait peur à « Big Jim » Martin à Mexico en lui tirant deux balles dans la tête qui ne le tuent pas. À l’issue de cette guerre des jeux qui rapporte des millions de dollars à l’Outfit, Giancana devient favori pour devenir le chef en 1957. Accardo prend alors le rôle de « consigliere ». Mais la réalité du pouvoir est détenue par Accardo et Ricca, aucune décision majeure ne pouvant être prise sans leur accord.
Sam Giancana était également présent à la réunion au sommet d’Apalachin en 1957, qui se déroule dans la propriété de Joseph Barbara, dans l’État de New York. Plus tard, le parrain de la famille de Buffalo Stephano Magaddino et Giancana expliquèrent que la réunion aurait dû prendre place près de Chicago. Sam Giancana affirma que Chicago était « l’endroit le plus sûr au monde » pour une réunion au sommet de la mafia parce que plusieurs chefs de la police étaient corrompus.
Durant l'année 1959, malgré le fait que la mafia avait financé aussi bien Batista, le dictateur de Cuba soutenu par l'administration américaine en vertu de la défense des intérêts américains sur l'île et ce malgré l'opposition croissante de la population civile, que son opposant Fidel Castro, ce dernier fit fermer d'une part l'ensemble des casinos et lieux de prostitution et de trafic gérés par la pègre et d'autre part, Santo Trafficante, le parrain de Cuba, fut emprisonné. Sa libération fut obtenue fin août 1959 par l'action de Jack Ruby, agent de Sam Giancana.
Le 25 mars 1959, il reçut en mains propres sa convocation pour témoigner à la commission McClellan sur le crime organisé ou siégeait Robert F. Kennedy. Déguisé avec une perruque, il témoigna en recourant 34 fois au cinquième amendement de la constitution américaine qui autorisait un citoyen à ne pas répondre si sa réponse l'expose à un risque de condamnation dans le cadre d'une enquête criminelle en cours.

### Collaboration avec la CIA
Il est de notoriété publique et plus tard partiellement corroboré par la Commission Church, et également par les ouvrages écrits par les membres de la famille, que durant le gouvernement Kennedy, la Central Intelligence Agency (CIA) recruta Sam Giancana et d’autres mafieux pour assassiner le président cubain Fidel Castro. Celui-ci avait renversé en 1959 le dictateur Fulgencio Batista, lequel avait permis de faire de son île le principal centre de blanchiment d'argent du trafic de drogue, de prostitution et de jeux au travers des casinos de la Cosa nostra américaine. Dans les années 1950, l'ensemble des trafics illégaux rapportaient à La Havane, pour l'organisation criminelle, un total de 100 millions de dollars annuels (soit 900 millions de dollars en 2013),.
Il fut rapporté que Giancana disait que la CIA et Cosa Nostra étaient les différents côtés d’une même pièce de monnaie (« different sides of the same coin »).
L’association entre Sam Giancana et Kennedy est indiquée dans Le dossier Exner (Exner file) écrit par Judith Campbell Exner. Exner était réputée pour être la maîtresse à la fois de Giancana et JFK, et il semblerait qu’elle ait relayé des informations au sujet de Fidel Castro entre les deux.
La fille de Sam Giancana, Antoinette, a fait état de son impression au sujet de son père qui aurait détourné des millions de dollars des fonds de la CIA.
Selon les documents déclassifiés de la CIA en 2007 intitulés « Family Jewels » (les bijoux de famille), Giancana et le chef de la mafia de Tampa/Miami, Santo Trafficante Junior, ont été contactés en septembre 1960 pour un projet d’assassinat de Fidel Castro par l’agent de la CIA, et ex-agent du FBI, Robert Maheu, qui détenait une agence de détective privée qui, comme celle de Guy Banister à La Nouvelle-Orléans, couvrait les activités illégales de la CIA sur le sol des États-Unis (fondée en 1947, la CIA avait l'interdiction formelle d'agir dans les frontières des Etats-Unis, rôle dévolu exclusivement au FBI de J. Edgar Hoover).
Maheu, pour les contacter, passa par l’intermédiaire d'un membre de la mafia de Chicago, en place à Las Vegas et numéro deux de Giancana, Johnny Roselli, qui le représentait à travers les États-Unis, et plus particulièrement à Hollywood auprès des grands studios et des acteurs. Maheu se présentait comme un représentant des casinos et de différents intérêts économiques spoliés par Castro. Il offrit 150 000 $ pour son élimination (le document suggère que seuls Roselli et Giancana acceptèrent, Trafficante refusa). Toujours selon le document, Giancana suggéra d’utiliser des pilules de poison qui seraient versées dans ses aliments et sa boisson. Ces pilules, fabriquées par la CIA, furent données à une personne désignée par Giancana, Juan Orta, un représentant corrompu du nouveau gouvernement cubain qui avait accès à Castro. Après une série de six tentatives pour introduire le poison dans ses aliments, Orta demanda à abandonner la mission. Elle fut confiée à un autre, inconnu. Plus tard, une seconde tentative fut mise au point par Giancana et Trafficante par le biais du docteur Anthony Verona, le leader de la junte des cubains exilés. Selon Trafficante, la junte était très affectée par l’inefficacité de sa lutte. Verona demanda 10 000 $ en dépense et 1 000 $ en matériel de communication. Cependant, la tentative fut annulée peu de temps avant le lancement de l’invasion de la baie des Cochons en avril 1961. À noter qu'il bénéficia en retour de la protection de la CIA contre les poursuites judiciaires menées par le ministère de la Justice dirigée par Robert F. Kennedy.

### Relation entre Sam Giancana et le clan Kennedy
Il est reconnu que Joseph Kennedy, le père de John Fitzgerald Kennedy, a sollicité en mai 1956, puis les années suivantes, et obtenu l'aide de Giancana et de ses associés, notamment Carlos Marcello, afin de faciliter l'investiture de son fils comme candidat pour le Parti démocrate et de contribuer financièrement à lui faire remporter les élections présidentielles de 1960. Joseph Kennedy, lui-même, au cours de la prohibition des années 1930, avait été en liaison avec Meyer Lansky et Frank Costello, parrains de la pègre. D'ailleurs, Frank Costello avait l'habitude de déclarer : « J'ai aidé Joe Kennedy à devenir riche ».
L'intérêt de l'opération pour l'organisation de Sam Giancana était de disposer d'un homme à la Maison-Blanche et d'avoir la perspective très lucrative d'obtenir des contrats gouvernementaux, et ce associé à une relative clémence de la justice américaine à leur égard à la suite de leur contribution pour l'élection. La campagne de John Fitzgerald Kennedy fut financée comme celle de Richard Nixon (à hauteur d'un million de dollars pour ce dernier). Ce fut, d'après Samuel et Chuck Giancana, sur instance de Carlos Marcello, le parrain de la Nouvelle Orléans, et en liaison avec Joe Kennedy que fut choisi le vice président démocrate, Lyndon B. Johnson, dont l'influence politique sur les États du Sud était importante, et ce malgré l'opposition de Robert F. Kennedy.
De fait, John Fitzgerald Kennedy fut porté à la présidence des États-Unis avec la plus faible majorité des voix soit 112 827 voix d'écart, grâce à l'intervention décisive des hommes de la mafia.
Durant sa présidence, John Fitzgerald Kennedy et Giancana conservèrent des liens très étroits, notamment par l’intermédiaire d’une maîtresse commune, Judith Campbell, que ce dernier lui avait présentée le 7 février 1960, au Sands de Las Vegas. C'est par son biais que des mémorandums confidentiels du FBI sur la lutte contre le crime organisé furent transférés à Sam Giancana. Le FBI, dirigé par J. Edgar Hoover, informé du soutien apporté par la mafia depuis mars 1960, informa la présidence du risque que représentaient ces relations pour la sécurité des États-Unis. John Fitzgerald Kennedy fit éloigner Frank Sinatra et rompit alors avec Judith Campbell.
À partir de 1961, les relations avec Sam Giancana et les autres grands mafieux américains se dégradèrent très sensiblement. Les frères Kennedy, oubliant le soutien apporté par la mafia et tablant sur le bénéfice politique de la lutte contre le crime organisé, se lancèrent dans une opération à l'échelon national contre la mafia par l'intermédiaire de Robert Kennedy, le frère du président, nommé au poste de procureur général des États-Unis en décembre 1960. La surveillance du FBI fut renforcée notamment par le biais d'écoutes. Le nombre d'accusations fédérales contre le crime organisé passa de 19 actes en 1960, à 96 en 1961, à 101 en 1962 et plus de 2 000 poursuites, principalement sous forme de procédures fiscales, furent menées par l'IRS,. De plus, le 4 mars 1961, Carlos Marcello, parrain de La Nouvelle-Orléans, qui travaillait en parallèle avec la CIA pour éliminer Fidel Castro et avait contribué à l'élection présidentielle de JFK, était expulsé des États-Unis vers le Guatemala, signe pour la pègre que John Fitzgerald Kennedy et Robert Kennedy jouaient un « double jeu ». En 1962, sur une écoute téléphonique du FBI, Sam Giancana, au sujet du soutien au clan Kennedy et des résultats obtenus déclarait :"Le président obtient tout ce qu'il veut de vous, mais vous n'obtenez rien de lui".
Or, parallèlement, Sam Giancana avait déployé ses réseaux et sollicité Santo Trafficante (parrain de Cuba, libéré entre-temps des geôles cubaines grâce à l'intervention de Jack Ruby) et Carlos Marcello, déjà très impliqué dans le soutien aux anti-castristes, afin qu'ils apportent leur soutien à la réalisation du projet d'assassinat de Fidel Castro, projet décidé par la présidence sous Eisenhower et planifié par la CIA. L'avènement de Fidel Castro en juin 1959 avait été pour le crime organisé la déroute financière la plus importante de son histoire, se chiffrant en une perte de 100 millions de dollars annuels en 1959 (soit l'équivalent de 900 Millions de dollars rapporté en 2013), avec la nationalisation du jeu et la lutte contre toutes les formes de trafics clandestins,. Elle représentait également une perte pour la CIA, qui percevait un pourcentage des revenus issus de la pègre pour financer ses opérations illégales pour lesquelles les fonds fédéraux ne pouvaient être employés.
Parallèlement, en pleine guerre froide contre l'URSS, les États-Unis ne pouvaient pas tolérer, en vertu de la doctrine Monroe de 1823, et de leur lutte contre le communisme, la présence d'une révolution communiste à leurs portes. La collaboration active avec la CIA, sous la forme d'un bras armé, offrait, en cas de chute du régime castriste, la possibilité de reprendre le pied sur l'île. Outre la désastreuse tentative d'invasion de la baie des Cochons, le 17 avril 1961, 8 tentatives d'assassinat seront effectuées contre Fidel Castro, soit par corruption d'un membre du régime cubain ou par empoisonnement.
Le 22 novembre 1963, John Fitzgerald Kennedy était assassiné à Dallas, au Texas. Plusieurs historiens et chercheurs, à l'exemple de Thierry Lentz, Janette Habel, Marc Lane ou Anthony Summers, pensent que l'organisation criminelle de Sam Giancana et la CIA étaient impliqués dans cet assassinat. Cette théorie repose sur les affirmations de son frère et de son neveu, Chuck et Samuel Giancana. Dans leur livre Notre homme à la maison blanche (ou Double Cross) paru en 1992, ces derniers indiquent que l'assassinat à Dallas aurait été une opération croisée impliquant la CIA et le milieu. En effet, à la suite de l'échec de l'invasion de la Baie des Cochons, où la CIA avait tenté d'infléchir la décision présidentielle pour envahir l'île par les forces armées régulières, le président John Fitzgerald Kennedy avait obtenu la démission du directeur historique de l'agence, Allen Dulles, et de plusieurs de ses collaborateurs directs. En outre, il se promit de limiter sévèrement la puissance de l'agence à la suite des dysfonctionnements observés en la fusionnant dans le futur avec le FBI de J. Edgar Hoover. Au sein même de l'agence, le sentiment d'une trahison de la présidence et du procureur général se répandit,.
Parmi les agents potentiellement impliqués figuraient pour la CIA Franck Fiorini (alias Franck Sturgis) qui avait précédemment travaillé sur l'opération de la baie des Cochons en avril 1961, Roscoe White, et des tueurs de la mafia, dont Jack Lawrence et Charles Harrelson, hommes de main de Carlos Marcello, Chuckie Nicolleti, Milwaukee Phil et Richard Cain (hommes de main de Sam Giancana qui avaient travaillé ensemble sur l'invasion de la baie des Cochons), et en employant Lee Harvey Oswald, agent de la CIA manipulé, comme bouc émissaire. Ce dernier aurait été dirigé par Guy Banister, ancien agent du FBI, dont l'agence de détectives couvrait les activités illégales de la CIA à l'intérieur des États-Unis. Créée le 15 septembre 1947, la CIA avait, en effet, interdiction formelle d'intervenir sur le territoire national des États-Unis, rôle dévolu au FBI. Selon Samuel et Chuck Giancana, Jack Ruby, qui avait précédemment travaillé sur l'opération de la baie des cochons, serait intervenu pour réduire au silence Lee Harvey Oswald, qui aurait dû être abattu par J. D. Tippit et Roscoe White, en tant que tireur isolé et sous le motif de la légitime défense.
La sécurité, d'ordinaire draconienne, avait été organisée par le maire de Dallas, Earle Cabell, de manière beaucoup moins stricte et efficace. Ce dernier était le frère du général Charles Cabell, directeur technique de l'opération du débarquement de la baie des cochons en avril 1961, et adjoint d'Allen Dulles, le directeur de la CIA. Ces derniers avaient été limogés sur décision de la présidence américaine à la suite du fiasco tactique, militaire et diplomatique retentissant rencontré lors de l'opération.
Chuck et Samuel Giancana prêtent également ces mots à Sam Giancana : « Le 22 novembre 1963 (...), il y a eu un coup d'État aux États-Unis ; c'est aussi simple que ça. Le gouvernement de notre pays a été renversé par une poignée de gars qui ont foutrement bien fait leur boulot. Personne n'a su ce qui était arrivé. Mais moi, je sais. Je sais que j'ai assuré l'avenir du milieu, une fois pour toutes ».
En 1975, à la mort de Sam Giancana, le FBI surprit une conversation téléphonique dans laquelle Santos Trafficante indiquait : « A présent, seules deux personnes sachant qui a tué Kennedy sont vivantes et elles ne parleront pas ».

## Fin de carrière
En juin 1965, poursuivi par le ministère de la Justice pour racket, il fut reconnu coupable d'outrage au tribunal pour avoir bénéficié de l'immunité sans parler et fut emprisonné un an dans la prison du comté de Cook.
En 1966, Sam Giancana fut forcé de laisser tomber la gestion des casinos sud-américains pour avoir pris de trop grosses commissions sur leurs bénéfices. Il s’exila au Mexique sur ordre de Tony Accardo afin de réduire la publicité vis-à-vis de la presse comme des autorités et pour mener à bien les opérations criminelles au Mexique dans le domaine du jeu. Par la suite, en compagnie de son second et adjoint, Richard Cain, un ancien agent de la police de Chicago, recruté en 1960 pendant la préparation de l'opération de la baie des cochons par la CIA sous la couverture d'une fausse agence de détective privée, Sam Giacana se livra au trafic d'armes et de stupéfiants sur l'ensemble de l'Amérique du Sud grâce à l'alliance nouée avec la CIA depuis l'époque cubaine, et également au Moyen-Orient, au Liban et en Iran. Exerçant la vie d'un parrain exilé à la retraite, il conservait toujours d'étroites liaisons avec Carlo Gambino, Santo Trafficante, Carlo Marcello et Johnny Roselli. Il fut également mis en relation avec Michele Sindona et Mgr. Marcinkus, le directeur de la Banque du Vatican, l'IOR.
Sept ans plus tard, le 18 avril 1974, Sam Giacana fut arrêté chez lui à San Cristobal, et renvoyé aux États-Unis à la suite d'une intervention du service de l'immigration par les autorités mexicaines. Renvoyé devant le grand jury, il prit cette fois la décision de parler, mais sans donner aucune information consistante aux autorités fédérales, ceci lui permettant de ressortir libre. Gravement malade, il dut subir deux interventions au foie.

### Assassinat
Le 19 juin 1975, alors qu’il faisait cuire des saucisses sur son barbecue, Sam Giancana fut assassiné d’une balle derrière la tête. Puis, l'assassin le coucha sur le dos et lui tira six balles supplémentaires dont une dans la bouche et cinq sous le menton.
Les mobiles de son assassinat restent inconnus à ce jour. Toutefois, Sam Giancana aurait dû comparaître quelques jours plus tard devant la commission Church, commission sénatoriale sur les services secrets fondée en 1975 à la suite du grave scandale du Watergate qui avait mis en lumière les agissements illégaux des services de renseignement sur le territoire des Etats-Unis. Sam Giancana devait témoigner sur les opérations menées conjointement avec la mafia contre Fidel Castro. Il avait en effet une forte connaissance des activités para-politiques de la mafia et de ses connexions avec la CIA.
Les conditions de sa disparition ont soulevé de nombreuses questions : la maison de Giancana était placée sous surveillance par le FBI. Le tueur a été reçu par Giancana librement, ce qui indique une connaissance de l'ancien parrain. Enfin, l'arme du crime employée, un pistolet calibre .22, n'était pas l'arme habituellement employée pour le règlement de contrats entre les membres de la pègre.
Sa disparition fait donc émettre l'hypothèse d'une élimination préventive, soit par la mafia, avec l'aval de Tony Acardo, soit par la CIA.
Qui a tué Giancana ? On pense qu’il pourrait s’agir notamment, pour le compte de la mafia, de Joey Aiuppa, ou encore de John Roselli, un des principaux parrains de Las Vegas, pour un règlement de comptes ou pour l’empêcher de dévoiler des informations. Roselli avait déjà témoigné devant la commission Church, et disparut après un second appel de la commission ; son corps fut retrouvé en 1976, flottant dans un baril de pétrole, découpé après avoir été étranglé. Une autre hypothèse évoque le fait que Sam Giancana n'aurait pas redistribué les gains issus de ses opérations dans le jeu au Mexique à partir de 1966. Cependant, la possibilité d'une liquidation ordonnée par la mafia devait obligatoirement avoir reçu la validation de Tony Accardo, le consigliere de l'Outfit de Chicago.
Concernant la CIA, cette dernière l’aurait fait tuer afin de l’empêcher de dévoiler des informations sur ses activités secrètes durant les années 1960 et 1970, et l'assassinat de John F. Kennedy. À noter que la CIA, avant toute interrogation, publia un communiqué pour exclure son implication dans la disparition du parrain de Chicago et ancien allié.
On peut noter qu’aucun de ses « amis » du show business, ni même de la mafia, ne fut présent à ses funérailles.

### Famille
Sam Giancana se maria le 23 septembre 1933 avec Angelina DeTolve, une fille d’immigrants de la Basilicate, région du sud de l'Italie. Ils ont eu trois filles. Angelina mourut en 1954 et laissa Sam élever ses trois filles. Sam ne se remaria jamais après être devenu veuf. Durant son mariage, il était connu pour avoir été un mari aimant malgré ses fréquentes infidélités. Il tenait sa femme en haute estime même après sa mort.
Ami proche de Frank Sinatra et plus généralement du Rat Pack, il a entretenu une liaison orageuse avec la chanteuse Phyllis McGuire des McGuire Sisters.

## Culture populaire
Sam Giancana apparaît dans le film de Martin Scorsese The Irishman, sorti en 2019 sur le réseau Netflix. Inspiré de la biographie du tueur et homme de main de la Cosa Nostra Franck Sheeran (parue en 2003 sous le titre I Heard You Paint Houses: Frank ‘The Irishman’ Sheeran and the Inside Story of the Mafia, the Teamsters, and the Final Ride by Jimmy Hoffa de Charles Brandt), le film relate l'implication de la mafia et l'action déterminante de Sam Giancana et ses hommes pour assurer l'élection de John F. Kennedy en 1960. L'implication avec la CIA dans la lutte contre le régime castriste et notamment la préparation de l'invasion de la baie des Cochons, avec le soutien de la mafia, y sont également présentés. Il est interprété à l'écran par l'acteur Al Linea.
Il apparait également dans la bande dessinée de l'auteur Marc Védrine, La Main de Dieu, l'histoire secrète du FBI, relatant la vie de J. Edgar Hoover et son action au sein des Etats-Unis notamment dans l'assassinat de John F. Kennedy.

### À la télévision
- 2011 : Les Kennedy de Jon Cassar, joué par Serge Houde